# Jansen AG
Die Jansen AG ist ein international tätiges, familiengeführtes Unternehmen mit Sitz in Oberriet im schweizer Kanton St. Gallen. Das 1923 gegründete Unternehmen entwickelt, fertigt und vertreibt Stahlprofilsysteme sowie Kunststofflösungen für die Bauindustrie und verwandte Branchen.

## Unternehmensstruktur und Standorte
Die Jansen AG befindet sich in Familienbesitz. Das zentrale Produktionswerk befindet sich auch in Oberriet. Zusätzlich betreibt das Unternehmen einen Standort in Dingelstädt. Aktuell beschäftigt die AG rund 600 Mitarbeiter (Stand 2024).

## Geschichte
Die Jansen AG wurde im Jahr 1923 von Josef Jansen in Oberriet als kleine Werkstatt mit sechs Mitarbeitenden gegründet. 1930 begann das Unternehmen mit der Produktion von Präzisionsstahlrohren, 1946 wurde das Sortiment um Stahlprofilsysteme erweitert. In den 1950er-Jahren kamen Kunststoffrohre hinzu, gefolgt von Lösungen für Geothermie, Gebäudetechnik und Infrastruktur.
1997 eröffnete Jansen den ersten Produktionsstandort außerhalb der Schweiz in Dingelstädt, Deutschland. Im Jahr 2021 trennte sich das Unternehmen von seiner Automobilzuliefersparte, die an Mubea ausgegliedert wurde. 2023 übernahm Jansen die Rino Weder AG in Oberriet und integrierte deren Pulverbeschichtungstechnologie.

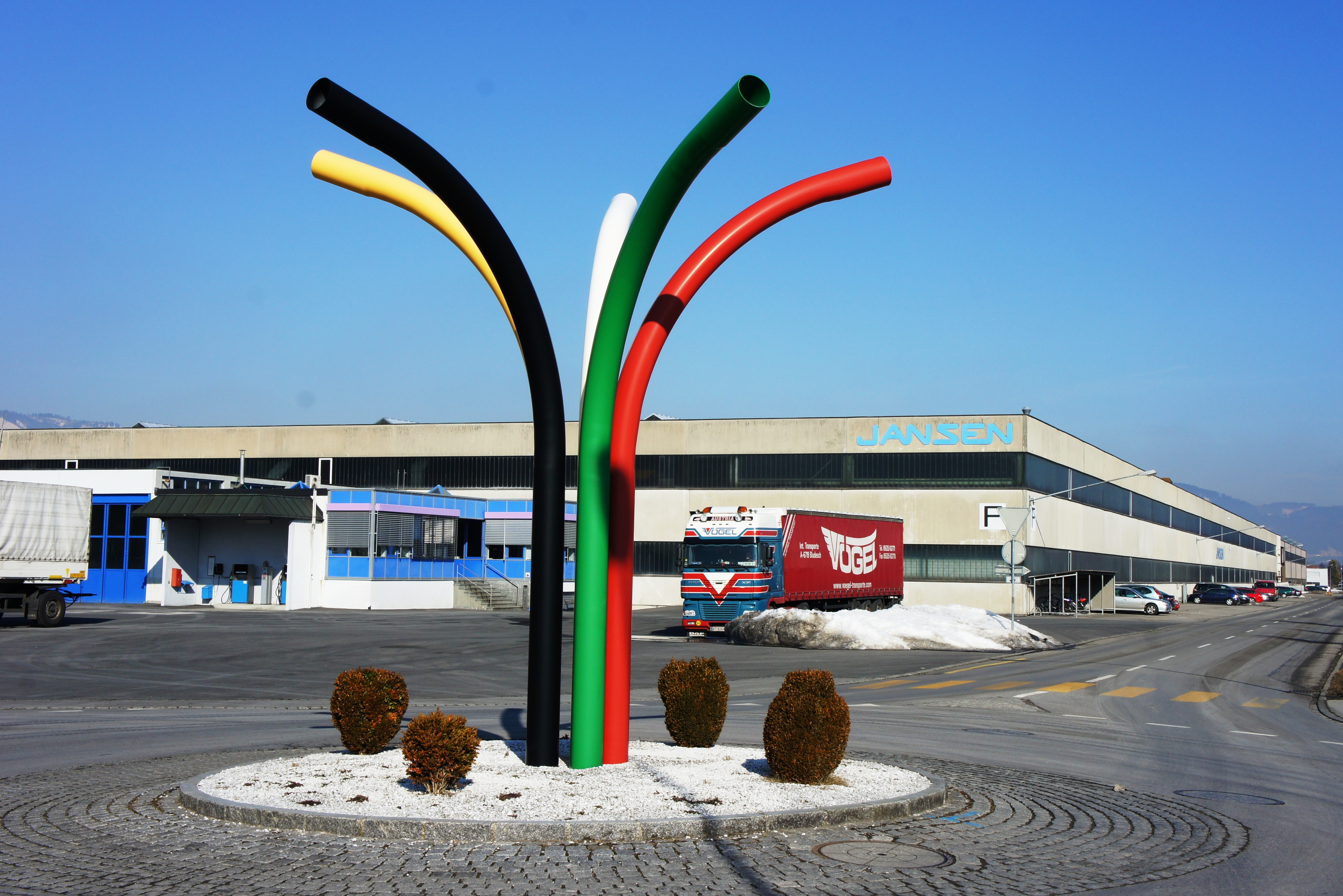
Stahlwerk Ost
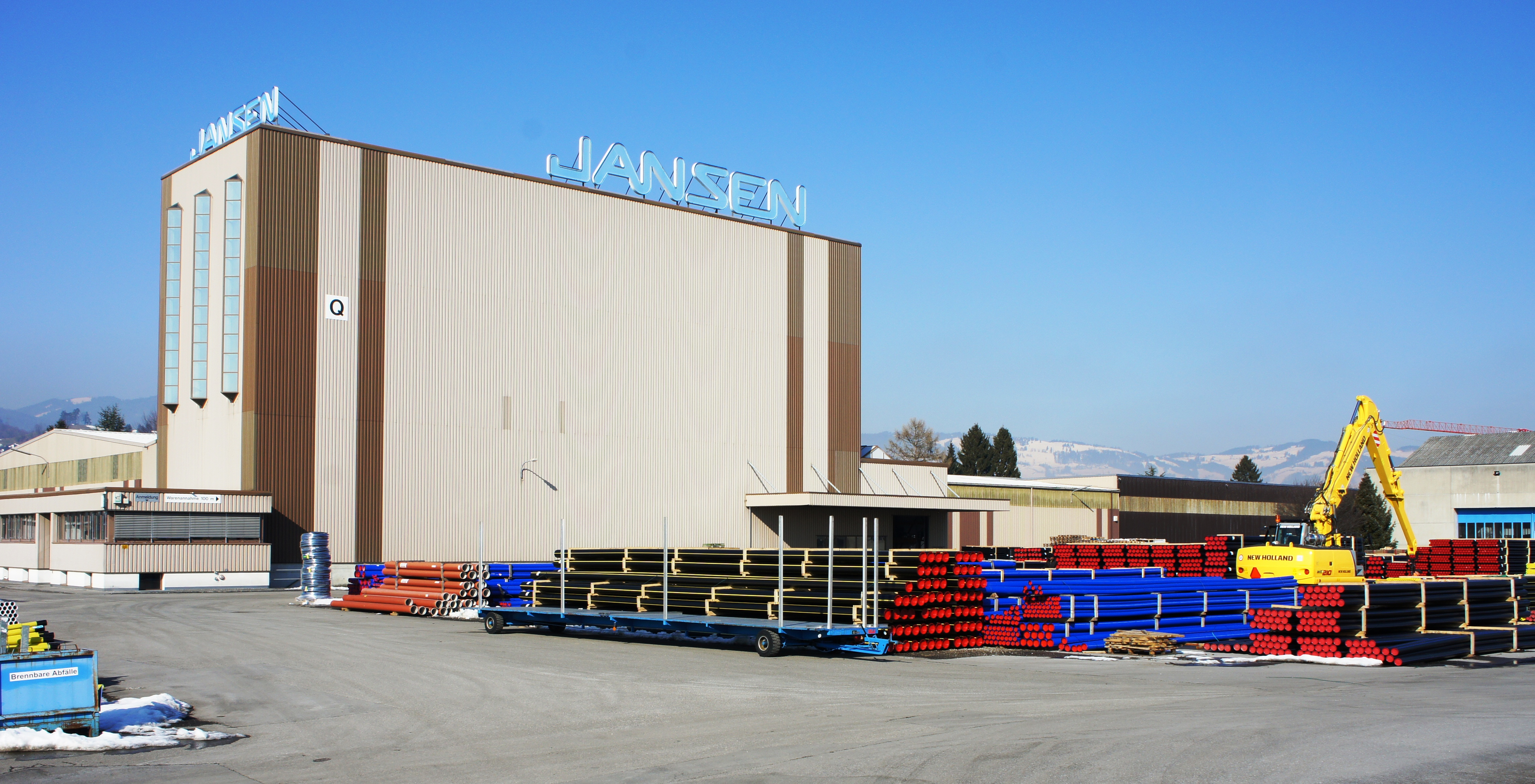
Kunststoffwerk mit Hochregallager
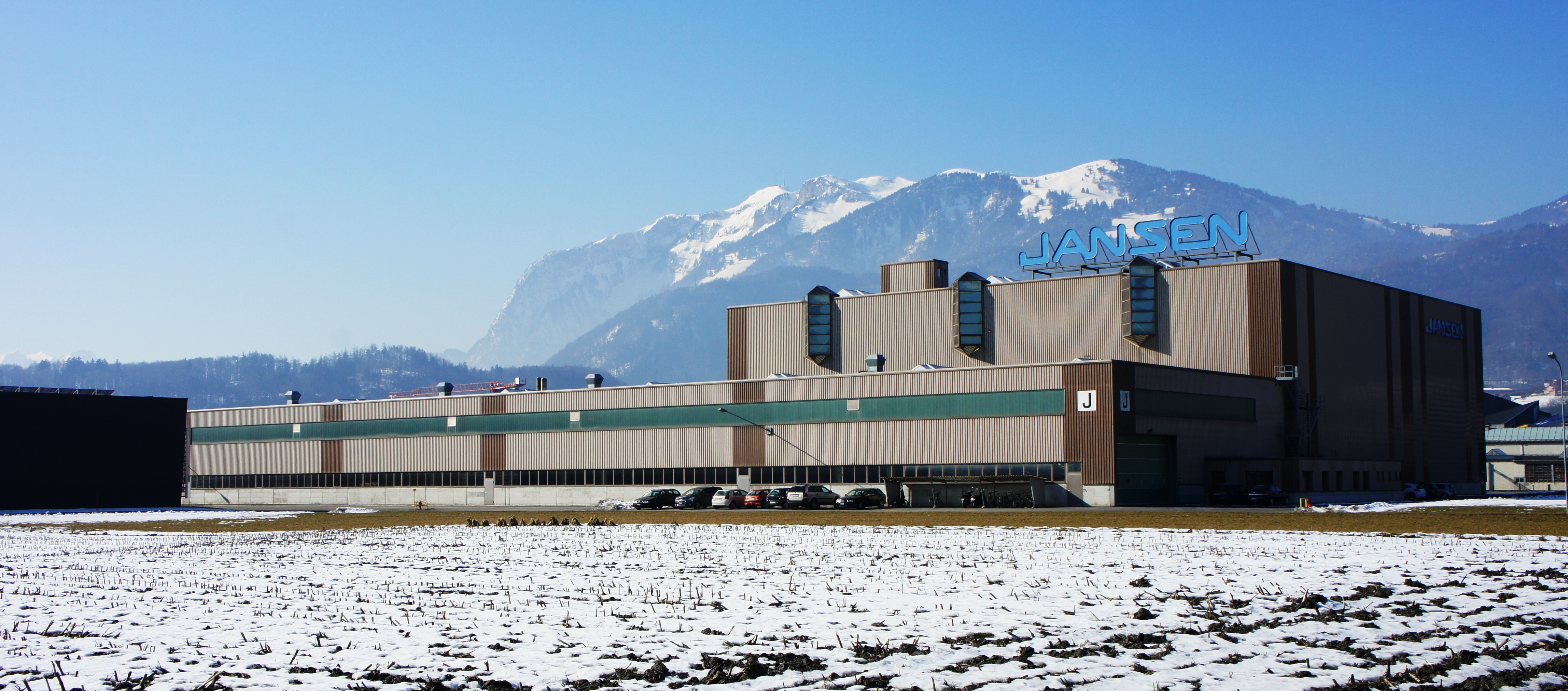
Spedition, Stahlwerk (Nordostseite)

## Produkte und Geschäftsfelder
Das Produktportfolio der Jansen AG gliedert sich in die Bereiche Stahlsysteme, Kunststofflösungen.

### Stahlsysteme
- Fenstersysteme: wärmegedämmt, nicht isoliert, Brandschutz, Einbruchhemmung, Durchschusshemmung
- Türsysteme: wärmegedämmt, nicht isoliert, Brandschutz, Rauchschutz, Panikfunktion, Einbruchhemmung, Fingerschutz
- Fassadensysteme: wärmegedämmt, Brandschutz, Einbruchhemmung, Durchschusshemmung, Ausbruchhemmung
- Falt- und Schiebesysteme: für Fenster, Türen und Raumteiler
- Speziallösungen: z. B. Renovationssysteme, Holz-/Metall-Systeme
- Brandschutzsysteme: für Türen, Fenster und Fassaden
- Aluminiumsysteme: in Kooperation mit Schüco (exklusiv für die Schweiz und Liechtenstein)

### Kunststofflösungen
Kunststoffrohre für Heizung, Sanitär und Klima. Erdwärmesonden, Kollektorsysteme, Verteilersysteme, Abwasserrohre, Schachtsysteme, Regenwasserbewirtschaftung. Versorgungssysteme für Trinkwasser, Gas, Fernwärme. Profilextrusion für Industrie und Technik, Systemschächte

## Auszeichnungen
- 2013: Preis der Rheinthaler Wirtschaft
- 2019: European Geothermal Innovation Award
- 2025: German Design Award für die Kampagne „Stahl. Material der Meisterwerke“